# ABBA Gold (DVD)
ABBA Gold es el nombre del DVD publicado el 3 de septiembre de 2003, con motivo del décimo aniversario del lanzamiento del álbum ABBA Gold, del grupo sueco ABBA. Este DVD contiene los 19 videos de las canciones incluidas en el disco.
De estos vídeos, 17 habían sido lanzados en The Definitive Collection y fueron dirigidos por Lasse Hallström. "I Have A Dream" fue dirigido por Urban Lasson y tomado del especial ABBA In Concert. "Lay All your Love On Me" fue hecho en 1981 por Epic Records con pedazos de viejos clips.
Además, como contenido extra el DVD contiene el vídeo de "Dancing Queen" hecho en 1992, para promocionar la compilación ABBA Gold y que fue hecho con fragmentos de otros videos. Finalmente, contiene un documental en el que se narra la historia del grupo, así como un folleto con líneas escritas por Carl Magnus Palm.

## Vídeos
- 1. "Dancing Queen" (1976)
- 2. "Knowing Me, Knowing You" (1977)
- 3. "Take A Chance On Me" (1978)
- 4. "Mamma Mia" (1975)
- 5. "Lay All Your Love On Me" (1981)
- 6. "Super Trouper" (1980)
- 7. "I Have A Dream" (1979)
- 8. "The Winner Takes It All" (1980)
- 9. "Money, Money, Money" (1976)
- 10. "S.O.S." (1975)
- 11. "Chiquitita" (1979)
- 12. "Fernando" (1976)
- 13. "Voulez-Vous" (1979)
- 14. "Gimme! Gimme! Gimme! (A Man After Midnight)" (1979)
- 15. "Does Your Mother Know?" (1979)
- 16. "One of Us" (1981)
- 17. "The Name Of The Game" (1977)
- 18. "Thank You For The Music" (1978)
- 19. "Waterloo" (1974)

## Videos adicionales
- 20. "ABBA - The History"
- 21. "Dancing Queen" (1992)

## Listas de Popularidad
| Lista                                | Posición |
| ------------------------------------ | -------- |
| Australia Top 30 ARIA DVD Chart      | 1        |
| Suecia DVD Chart                     | 1        |
| Finlandiua Top 10 YLE DVD Chart      | 3        |
| UK Music Video Chart                 | 3        |
| E.U. Billboard Top Music Video Chart | 4        |
| Alemania Music Video Chart           | 6        |
| México Music Video Chart             | 15       |
| E.U. Billboard DVD Chart             | 21       |

## Certificaciones
| País/Organización | Certificación | Ventas  |
| ----------------- | ------------- | ------- |
| IFPI              | Platino       | 50,000  |
| CRIA              | Platino       | 100,000 |
| RIANZ             | Platino       | 5,000   |
| CAPIF             | Platino       | 40,000  |
| RIAA              | Oro           | 50,000  |
| ARIA              | Oro           | 7,500   |